# Freiburger Fußball-Club
El Freiburger Fußball-Club és un club de futbol alemany de la ciutat de Friburg de Brisgòvia a l'estat de Baden-Württemberg.

## Història
Fundat el 1897, fou durant dècades l'equip més important de la ciutat. Fou membre fundador de la DFB el 1900. L'any 1898 guanyà el campionat del Sud d'Alemanya, títol que repetí el 1907, any en també guanyà el títol nacional. El 1916, en plena Guerra, vencé a la Südkreis-Liga. Fins al 1933 participà en la Kreisliga Südwest i en la Bezirksliga Baden. A partir d'aquest any disputà la Gauliga Baden i després de la II Guerra Mundial jugà a la Segona Divisió de la Oberliga Süd. Més tard competí a la Regionalliga Süd. Arribà a jugar a la 2. Bundesliga entre 1977 i 1982, però acabà descendint, jugant des d'aleshores a les categories inferiors del futbol alemany, mentre el seu rival ciutadà, l'SC Freiburg passava a assolir la preeminència a la ciutat.

## Palmarès
- Lliga alemanya de futbol
  - 1907
- Campionat d'Alemanya del Sud
  - 1898, 1907
- Südkreis-Liga (I) 
  - 1916
- Kreisliga Südwest (I) 
  - 1920
- Bezirksliga Baden (I) 
  - 1930
- 2a divisió Oberliga Süd (II) 
  - 1956
- Oberliga Baden-Württemberg (III) 
  - 1984
- Verbandsliga Südbaden (IV) 
  - 1991
- Amateurliga Südbaden (III) 
  - 1977

- Copa de Baden Sud
  - 1951, 1991, 1992